# Vera Daves
Vera Esperança dos Santos Daves De Sousa, née en 1984, est une femme politique angolaise qui est ministre des Finances du pays depuis 2019.

## Jeunesse
Vera Daves est née à Luanda et est diplômée en économie de l'université catholique d'Angola,.

## Carrière
Elle est à la tête de la recherche pour une banque locale en 2011 et est devient une intervenante régulière à la télévision pour discuter des finances et de l'économie,. Le président de la Commission des marchés financiers, Archer Mangueira, la voit à la télévision et l'invite au conseil d'administration. Elle est administratrice exécutive de la commission de 2014 à 2016 et remplace Mangueira à la tête de la commission en 2016,.
Elle est co-auteure d'un livre sur les finances publiques avec Alves da Rocha, professeur d'économie,.
Daves est secrétaire d'État aux Finances et au Trésor de l'Angola avant d'être nommé par le président João Lourenço au poste de ministre des Finances (pt) le 8 octobre 2019 à 35 ans,,, elle est la première femme à occuper le rôle,. Elle succède à Mangueira, qui quitte le poste pour devenir gouverneur de la province de Namibe,. Elle rejoint le bureau politique du parti au pouvoir, le MPLA, lors d'un congrès extraordinaire peu de temps avant sa nomination. Elle est décrite comme « une technicienne très disciplinée, bien préparée et compétente. »
Lorsqu'elle prend ses fonctions, elle est chargée de restructurer l'économie du pays, la cinquième en importance en Afrique. En mars 2020, elle annonce que le pays est en récession, et que le ministère des Finances révise le budget général de l'État en raison de l'impact de la pandémie de Covid-19 et en avril, elle annonce que tous les contrats dont le financement n'est pas garanti sont suspendus en raison du bas prix du pétrole et de l'impact de la pandémie sur les finances publiques.